# Cá chào mào gai
Cá chào mào gai (danh pháp khoa học: Satyrichthys rieffeli) là một loài cá trong họ Peristediidae. Nó đạt chiều dài tối đa 28 cm. Nó phân bố tại Nhật Bản, Đài Loan, biển Nhật Bản, phía nam biển Bột Hải, biển Hoa Đông, Biển Đông, Indonesia và Australia. Sống ở vùng biển nhiệt đới ấm áp dọc theo thềm cạnh, dốc lục địa, khu vực đảo và là sinh vật đáy